# Mazinga contro gli UFO Robot
Mazinga contro gli Ufo Robot è un film di montaggio realizzato in Italia nel 1978 utilizzando tre diversi anime cinematografici originali giapponesi usciti in anni differenti e del tutto indipendenti tra loro.

## Trama
La trama corrisponde a quella dei tre episodi originali.

## Produzione
Sull'onda del successo televisivo della serie UFO Robot Goldrake, la pellicola venne realizzata dalla Cinestampa Internazionale montando nell'ordine, in modo del tutto arbitrario, i seguenti tre diversi mediometraggi della Toei Animation: Mazinga Z contro Devilman del 1973, UFO Robot Goldrake contro il Grande Mazinga del 1976 e Il Grande Mazinga contro Getta Robot del 1975.

## Distribuzione

### Edizioni home video
Dopo la sua uscita nei cinema, il film fu pubblicato più volte in Super 8 millimetri da Cineriduzione Ariete, C.I.C., Euromach ed ERSA. L'edizione VHS fu distribuita dalla Cinehollywood nel 1985 e ristampata nell'ottobre 1995. La stessa azienda pubblicò il film in DVD il 24 maggio 2006; benché sulla copertina venga definita una "edizione restaurata", il film è presentato in 4:3 pan and scan, con colori ingialliti e privo dei titoli di testa, sostituiti dal solo titolo in sovrimpressione.